# Thaumastoderma heideri
Thaumastoderma heideri is een buikharige uit de familie Thaumastodermatidae. Het dier komt uit het geslacht Thaumastoderma. Thaumastoderma heideri werd in 1926 voor het eerst wetenschappelijk beschreven door Remane. 